# Nyctibora albuquerquei
Nyctibora albuquerquei es una especie de cucaracha del género Nyctibora, familia Ectobiidae. Fue descrita científicamente por Rocha e Silva en 1955.
Habita en Brasil.